# Pedro Sancho de la Hoz
Pedro Sancho de la Hoz o Pedro Sánchez de Hoz (Calahorra, actual La Rioja, 1514 - Santiago de Chile, 1547) fue un comerciante, cronista y conquistador español que fuera nombrado por el emperador Carlos V como adelantado de Terra Australis en 1539, creando así la gobernación de la Terra Australis.

## Biografía

### Primeros años
Nació probablemente en el pueblo de Calahorra, en España, el año 1514, en el seno del hogar formado por Juande Hoz y Juana Sancho 

### Conquista de América
Antiguo secretario de Francisco Pizarro, fue también un importante cronista de los primeros tiempos de la conquista del Perú. El mismo 24 de enero de 1539 firmó con el emperador Carlos V una capitulación, por la que fue nombrado gobernador de las tierras al sur del estrecho de Magallanes, llamadas entonces Terra Australis, y de las islas no asignadas que descubriese. Sin embargo, esta capitulación no tuvo efecto alguno.

(...) Item, vos prometemos que, hecho el dicho descubrimiento de la otra parte del dicho estrecho, o de alguna isla que no sea en paraje ajeno, os harémos la merced a vuestros servicios; i entre tanto que no somos informados de lo que así descubriéredes, seais nuestro gobernador dello. Por ende, por la presente, haciendo vos el dicho Pero Sancho de Hoz a vuestra costa, i segun i de la manera que de suso se contiene el dicho descubrimiento, digo i prometo que vos será guardada esta capitulacion, i todo lo en ella contenido; i no lo haciendo, ni cumpliendo ansí, nos no seamos obligados a vos mandar guardar ni cumplir lo susodicho, ni cosa alguna dello; ántes vos mandáremos castigar, i proceder contra vos, como contra persona que no guarda ni cumple, i traspasa los mandamientos de su rei y señor natural; i dello mandamos dar la presente, firmada de mi nombre, y refrendada de mi infrascripto secretario. Fecha en Toledo a 24 días del mes de enero de 1539 años.

### Intentos de asesinato de Pedro de Valdivia

Gobernaciones de América

Pedro Sánchez llegó arruinado al Perú en 1539 y deseaba revertir esa situación. Para ello contaba con el respaldo real. Se acercó a Pedro de Valdivia y a Francisco Martínez y convino sociedad con ellos en la conquista de Chile. Sin embargo, vio en Valdivia a un adversario e instigó su muerte en varias ocasiones, todas con resultados fallidos.
Valdivia, evitando comprometerse en un juicio de residencia futuro contra tan influyente personaje, le perdonó la vida en varias ocasiones, e incluso le dio la libertad que merecidamente se ganó en la defensa de Santiago de Chile a raíz del ataque de Michimalonco.

## Muerte
Sin embargo, en diciembre de 1547, a raíz de la partida de Valdivia al Perú dejó a cargo a Francisco de Villagra quien lo ajustició por decapitación, luego de reconocerse involucrado en una confabulación que buscaba destituirlo como gobernador suplente.
El pregonero, un negro horro, aunque legalmente aún esclavo, llamado Juan Valiente, clamó:
"Esta es la justicia que manda hacer Su Majestad, y en su real nombre, el Magnífico señor Francisco de Villagra, Teniente de Capitán General, en nombre de Su Majestad y del muy Magnífico señor Pedro de Valdivia, electo Gobernador y Capitán General en estos reinos de la Nueva Extremadura, en este hombre, por traidor y amotinador contra el real servicio de Su Majestad, mandándole cortar la cabeza por ello, para que a él sea castigo y a otros escarmiento. Quien tal hace, tal pague."